# Revuelta de Abd ul-Latif
El príncipe timúrida Abd ul-Latif Mirza se alzó contra su padre Ulugh Beg en 1449, desencadenando una guerra civil que terminaría con la muerte de su padre.
Se han propuesto varias teorías para los motivos de Adb ul-Latif: algunos apuntan que al haber estado su padre ocupado como gobernador  de Samarcanda durante el reinado de Shahruj Mirza, había sido criado por su abuela la reina Goharshad en Herat, sin especiales vínculos con su padre biológico. Ulugh Beg por otro lado prefería como heredero a su segundo hijo Abd al-Aziz Mirza y le crio para el trono. Otra razón frecuentemente mencionada fue que cuando los hermanos Baysonqor invadieron Jorasan, Ulugh Beg dejó su hijo Abd ul-Latif Mirza en una situación difícil, que le hizo parecer personalmente responsable de la pérdida de Jorasán. Abd ul-Latif Mirza se molestó profundamente por ello. Finalmente, durante una revuelta en Balj contra Abd ul-Latif en la primavera de 1449 encabezada por un tal Miranshah, este descubrió una carta de su padre a Miranshah instigándole. Esta última historia, sin embargo, solo es mencionada por Mirkhond. 
En cualquier caso Abd ul-Latif Mirza se apresuró en 1449 hacia Samarcanda después de abolir los impuestos estatales que gravaban el comercio en Balj y de tomar los barcos que necesitaba para cruzar el Amu Daria.
Cuando Ulug Beg supo de la revuelta preparó sus fuerzas para la batalla y dejó a su hijo Abdal-Aziz Mirza a cargo de Samarcanda. Partió con sus emires, especialmente de la tribu arghun, y su nieto Abdalá Mirza. Durante tres meses los dos ejércitos se hostigaron desde las orillas del Amu Daria con pocos avances, aunque normalmente con resultados favorabes a Abd ul-Latif Mirza. En una de estas escaramuzas Abdalá Mirza fue capturado.
Ulugh Beg se enfrentó a malestar en su propio ejército y en la retaguardia por las acciones de su hijo Abdal-Aziz Mirza en Samarcanda, que se ganó mala fama entre las familias de los generales de su padre. Enfrentado ante la posibilidad de un motín, escribió una dura carta a su hijo Abdal-Aziz Mirza donde le exigía cesar en su actitud o afrontar las consecuencias de sus acciones.
La guerra no avanzaba, pero los disturbios en Bujará y Samarcanda llevaron a Ulugh Beg a prestar atención a aquellas ciudades. Enojados por la gestión de Abdal-Aziz, los arghuns de Samarcanda y el clero de Bujará (Sufis Naqshbandis) protagonizaron protestas y nombraron a Abu Sa'id Mirza rey en Samarcanda, sitiando la ciudad. Abdal-Aziz Mirza se atrincheró en la fortaleza y pidió refuerzos a su padre. Incapaz de mantener sus posiciones en el Amu Daria, Ulug Beg se retiró hacia Samarcanda.
Abd ul-Latif Mirza aprovechando la situación, tomó una actitud cautelosa y en vez de perseguir a su padre reabasteció sus fuertas y tomó Termez y Shahrisabz para después cruzar el Amu Daria. Ulug Beg, tras haberse enfrentado con la rebelión de Samarcanda, volvió contra Abd ul-Latif  y los dos ejércitos se enfrentaron en Dimishq en octubre/septiembre de 1449. Abd ul-Latif ganó la batalla y Ulug Beg intentó resistir en la ciudadela. Sin embargo, Miranshah Qaushin le cerró las puertas y Ulugh Beg, junto con su hijo Abdalaziz, trató de alcanzar la fortaleza de Shahrujia, donde igualmente el gobernador Ibrahim ibn Pulad le negó la entrada. Ulugh Beg se sometió a Abd ul-Latif, que mientras tanto había tomado Samarcanda. 
Ulugh Beg pidió dedicarse a la ciencia y la religión, lo que le fue concedido. Sin embargo, Abd ul-Latif tramó una conspiración aprovechando la peregrinación de su padre a La Meca: se le rodeó de imanes que le abandonarían frente a un comerciante llamado Abás, cuyo padre había sido ejecutado por Ulugh Beg y podía esgrimir el derecho de venganza de sangre. La preregrinación comenzó el 27 de octubre o el 25 de octubre según Dawlatshah y llegó a Begum a 15 km al sur de Samarcanda, donde le esperaba Abás con un acompañante. El comerciante le decapitó de un solo golpe de espada y la cabeza fue expuesta en el iwan de su madraza en Samarcanda. Su hijo Abd al-Aziz, que le había permanecido leal, fue también ejecutado por orden de Abd ul-Latif a los pocos días.